# TUBD1
TUBD1‏ (Tubulin delta 1) هوَ بروتين يُشَفر بواسطة جين TUBD1 في الإنسان.